# Sam Jenkins
Samuel David Jenkins (Napier, 17 de fevereiro de 1987) é um futebolista profissional neozelandês que atua como meia.

## Carreira
Sam Jenkins fez parte do elenco da Seleção Neozelandesa de Futebol nas Olimpíadas de 2008.